# KTTS-FM
Koordinaten: 37° 10′ 30″ N, 93° 2′ 35″ W
KTTS-FM ist ein US-amerikanischer Country-Musik-Hörfunksender (94.7 FM) aus Springfield, im US-Bundesstaat Missouri, in den Vereinigten Staaten. Der Sender gehört der Radioabteilung der E. W. Scripps Company.

## Geschichte
Der Gründer und Radiopionier G. P. Ward errichtete 1922 die erste Station mit dem Rufzeichen WIAI im Heer's Department Store, heute ein vom NRHP ausgewiesenes historisches Gebäude. Vier Jahre später wurde der Sendebetrieb eingestellt. Als Ward 1927 mit KFUV wieder auf Sendung ging, wurden Beschwerden von Einwohnern laut, dass der Sender den Empfang von anderen Hörfunksendern erheblich störe. So wurde der Sendebetrieb erneut eingestellt.
1942 ging G.P.Ward mit KTTS-AM auf Mittelwelle wieder auf Sendung, nachdem eine Gruppe von einflussreichen Geschäftsleuten aus der Region, ihn mit dem Argument unterstützten, dass Springfield eine weitere Medienmeinung bräuchte. Die lokale Zeitung und die zwei ansässigen Radiostationen hatten enge Verbindungen zueinander und berichteten nach Meinung der Geschäftsleute nicht objektiv und unabhängig.
1948 wurde KTTS-FM gegründet und damit die erste UKW Sendung, im ganzen südwestlichen Missouri.

## Sonstiges
Der ehemalige US-amerikanische Fernsehmoderator Bob Barker begann in den 1940er Jahren seine Karriere bei KTTS.